# بين بروستر (لاعب كرة قدم)
بين بروستر (بالإنجليزية: Ben Brewster)‏ (26 سبتمبر 1948 بنيوتن في الولايات المتحدة - ) هو مدرب كرة قدم ولاعب كرة قدم أمريكي في مركز الهجوم. شارك مع منتخب الولايات المتحدة لكرة القدم. أما مع النوادي، فقد لعب مع Boston Minutemen ‏ ونيوإنغلند تي من ‏ وConnecticut Yankees (soccer) ‏ وRhode Island Oceaneers ‏ وTacoma Tides ‏.

## وصلات خارجية
- بين بروستر على موقع قاعدة بيانات كرة القدم.إي يو (الإنجليزية)
- بين بروستر على موقع ناشيونال فوتبول تيمز (الإنجليزية)